# Головацький Іван Федорович
Іва́н Фе́дорович Голова́цький (1816, Чепелі, нині Бродівський район Львівської області — 9 лютого 1899, Відень) — український громадський діяч, журналіст, видавець, поет, перекладач. Брат Якова Головацького.

## Життєпис
Народився в 1816 році в селі Чепелі, нині Бродівський район Львівської області у сім'ї священника. Навчався у Львівській духовній семінарії (1835—1836) та на медичному факультеті Пештського (1836—1839) та Віденського університетів (1839—1841).
Практикував як лікар, згодом зайнявся публіцистикою. Був членом редакції урядового «Галичо-Руського вісника» у Львові (1849) та редактором «Вісника для русинів Австрійської держави» у Відні (1850—1852). Працював в бібліотеці, був офіційним перекладачем законів Австрійської імперії руською мовою.
За участі Івана Головацького були опубліковані «Галицькі приповідки і загадки» (Відень, 1841) та альманах «Вінок русинам на обжинки» (Відень, 1846—1847).
Публікував також власні художні твори, наукові розвідки, нотатки в тогочасних львівських і віденських виданнях. Як поет відзначився циклом сонетів, ліричними віршами. В 1860 році видав у Відні російською мовою «Читанку», що складалася переважно з його перекладів.
Мав тісні зв'язки з діячами сербського, словацького, чеського народних рухів. Член пряшівського «Літературного товариства» і віденської «Слов'янської бесіди». В 1830—1840-вих роках відстоював ідеї федерації слов'янських народів. Під впливом Михайла Раєвського, російського православного священника російської посольської церкви у Відні, перейшов на москвофільські позиції.
Помер у Відні в 1899 році.